# Docksta

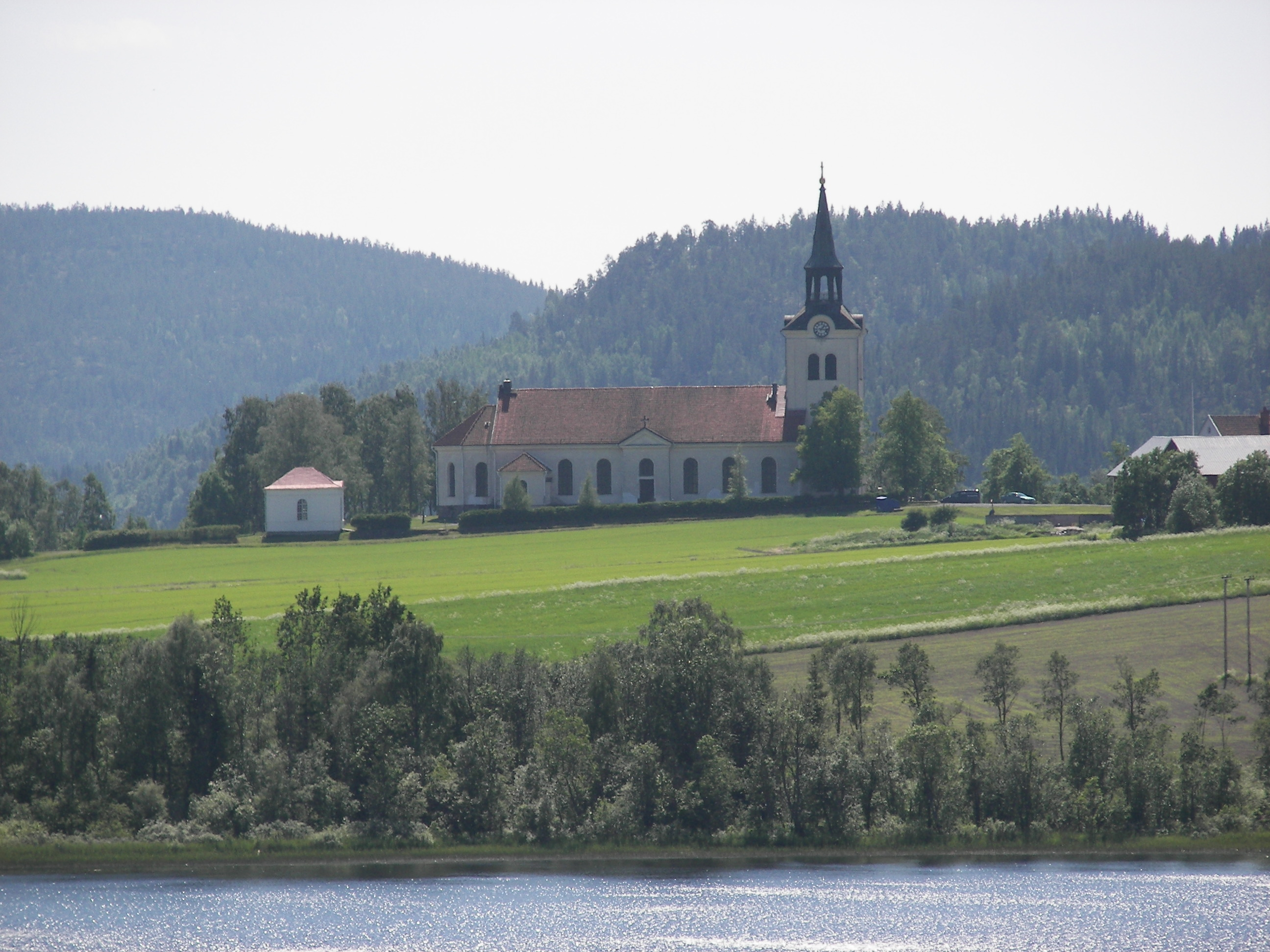
Die Vibyggerå kyrka in Docksta.

Docksta ist eine Ortschaft (Tätort) in der schwedischen Provinz Västernorrlands län und der historischen Provinz Ångermanland. Sie gehört zur Gemeinde Kramfors.
Docksta zählt 378 Einwohner und liegt 34 Kilometer südlich von Örnsköldsvik an der E4. Der Ort liegt neben dem Ausflugsberg Skuleberget, im Weltnaturerbe Höga Kusten.